# Clean Windows Dirty Floors
Clean Windows Dirty Floors è il primo EP della rapper statunitense Sirah.

## Il disco
Rilasciato il 27 novembre 2007, l'album vede il debutto discografico della rapper.
Il disco è stato interamente mixato, arrangiato e prodotto da Dj Hoppa.

## Tracce
1. City – 2:49
2. Buttons – 3:17
3. Class 103 – 4:19
4. MC – 3:33
5. Addict – 2:02
6. Nicotine – 1:11
7. Stop With The Device – 3:22
8. Clean Windows Dirty Floors – 3:32

## Formazione
- Sirah (rapping)
- Dj Hoppa (mix, arrangiamento)